# 한미진 (유도 선수)
한미진(1995년 8월 2일 ~ )은 대한민국의 유도 선수이다. 